# カリサルの戦闘
カリサルの戦闘（カリサルのせんとう）とは、1916年6月21日、メキシコ チワワ州の町カリサルにおいて、アメリカ合衆国陸軍パーシング将軍が指揮するパンチョ・ビリャ討伐遠征軍とメキシコ軍の間に発生した大規模な戦闘のこと。「カリサルの戦い」とも呼ばれる。

## 概要
1916年6月、パーシングはパンチョ・ビリャがアフマダ郡西部の町カリサルに潜んでいるとの情報を得た。そこでボイドおよびモーレーの二人の大尉にカリサルの調査を命じ、彼らは第10騎兵連隊のCおよびK中隊からおよそ100名を選抜して出発した。進軍途中でおよそ400名の（ビリャの私兵集団ではなく）メキシコ正規軍部隊に遭遇した。メキシコ軍はアメリカ合衆国軍に対し、引き返せと警告した。だがボイドはこれを拒絶し部隊に進軍を命じたため戦闘になった。最終的にはアメリカ合衆国軍が退却して戦闘は終了した。
伝説では、米軍およびメキシコ（正規）軍の双方から追われる身であったビリャはこの戦闘を傍観して喜んだというが、このときビリャは重傷を負っており、また、この戦闘が終わった後も両軍から追われ続けたことに変わりはないので、これが真実かどうかは疑わしい。アメリカ合衆国軍はチャールズ・ボイド (Charles T. Boyd) とヘンリー・アデア (Henry R. Adair) の2名の士官と、下士官計12名が死亡、24名が捕虜になった。メキシコ軍は指揮官であるゴメス将軍を含む27名が死亡した。パーシングは激怒し、当時の大統領ウィルソンに対してチワワに駐屯するメキシコ軍への攻撃許可を求めたが、ウィルソンは米墨間の全面戦争になることをおそれてこれを許可しなかった。この戦闘の結果、アメリカ合衆国陸軍はメキシコ領から引き上げることとなり、ビリャを捕らえることはおろかアメリカ合衆国への越境侵入をやめさせることもできずに終わった。